# Georg Kilian Pflaum
Georg Kilian Pflaum OFM (spanisch Jorge Chiliano Pflaum, * 21. September 1913 in Lembach, Unterfranken als Georg Pflaum; † 18. September 1971 in Schönbrunn im Steigerwald, Landkreis Bamberg) war ein römisch-katholischer Ordensgeistlicher und Apostolischer Vikar von Ñuflo de Chávez.

## Leben
Georg Pflaum trat der Bayerischen Ordensprovinz des Franziskanerordens (Bavaria) bei und erhielt den Ordensnamen Kilian. Am 11. September 1938 empfing er das Sakrament der Priesterweihe. Er studierte und promovierte in Rom.
Papst Pius XII. ernannte ihn am 16. November 1953 zum ersten Apostolischen Vikar des zwei Jahre zuvor errichteten Apostolischen Vikariats Ñuflo de Chávez und zum Titularbischof von Iziriana. Die Bischofsweihe spendete ihm der Apostolische Nuntius in Bolivien, Erzbischof Sergio Pignedoli, am 14. Februar des folgenden Jahres; Mitkonsekratoren waren der Bischof von Cochabamba, Juan Tarsicio Senner OFM, und der Apostolische Vikar von Chiquitos, José Calasanz Rosenhammer OFM. Die bayerischen Franziskaner hatten seit 1952 ihre Seelsorgetätigkeit im Vikariat Ñuflo de Chávez begonnen, nachdem Franziskaner aus der Tiroler Franziskanerprovinz, die bereits seit etwa 1920 in Ostbolivien tätig waren, um Entlastung und Teilung ihres Arbeitsfeldes gebeten hatten; im Herbst 1953 zählte das Vikariat 18 Priester und fünf Laienbrüder, die 10 Pfarreien betreuten. In Pflaums Amtszeit als Bischof wurden zwei weitere Pfarreien gegründet und die Gewinnung und Schulung von Katecheten intensiviert.
Kilian Pflaum nahm an der ersten, zweiten und vierten Sitzungsperiode des Zweiten Vatikanischen Konzils als Konzilsvater teil.
Er ist in der St.-Georgs-Kirche, Lembach, beerdigt.